# Florian Wanner
Florian Wanner (ur. 2 lutego 1978) – niemiecki judoka. Dwukrotny olimpijczyk. Zajął dziewiąte miejsce w Sydney 2000 i siódme w Atenach 2004. Walczył w wadze półśredniej.
Mistrz świata w 2003 i uczestnik zawodów w 2001. Startował w Pucharze Świata w latach 1997–2004. Brązowy medalista mistrzostw Europy w 2003 roku.

## Letnie Igrzyska Olimpijskie 2000
| Konkurencja | Rundy eliminacyjne     | Rundy eliminacyjne  | Repasaże              | Repasaże                | Klas. końcowa |
| Konkurencja | 1/32                   | 1/16                | Przeciwnik I          | Przeciwnik II           | Miejsce       |
| ----------- | ---------------------- | ------------------- | --------------------- | ----------------------- | ------------- |
| 81 kg       | Patrick Reiter (AUT) Z | Cho In-chul (KOR) P | José Figueroa (PUR) Z | Aleksei Budõlin (EST) P | 9.            |

## Letnie Igrzyska Olimpijskie 2004
| Konkurencja | Rundy eliminacyjne           | Rundy eliminacyjne        | Rundy eliminacyjne    | Repasaże             | Repasaże              | Klas. końcowa |
| Konkurencja | 1/32                         | 1/16                      | 1/4                   | Przeciwnik I         | Przeciwnik II         | Miejsce       |
| ----------- | ---------------------------- | ------------------------- | --------------------- | -------------------- | --------------------- | ------------- |
| 81 kg       | José Miguel Boissard (DOM) Z | Ammar Bin Jachlif (ALG) Z | Roman Hontiuk (UKR) P | Adil Belgaïd (MAR) Z | Mehman Əzizov (AZE) P | 7.            |